# Pierre-Jean Luizard
Pierre-Jean Luizard est un historien français, spécialiste de l'Irak.

## Biographie
Pierre-Jean Luizard a publié en 2015 Le Piège Daech – l’État islamique ou le retour de l’Histoire sur l’histoire de l’État islamique,. Pour ce livre, il a reçu le prix Brienne du livre géopolitique et le prix Auguste-Pavie de l’Académie des sciences d’outre-mer en 2015.
Il intervient régulièrement dans les médias français sur les conflits du Moyen-orient, comme par exemple dans Le Monde, Libération, ou encore Nice-Matin.

## Publications
- La Formation de l'Irak contemporain : le rôle politique des ulémas chiites à la fin de la domination ottomane et au moment de la construction de l'Etat irakien, Paris, CNRS Éditions, 1991, 557 p. (ISBN 2-222-04550-9).
- La Question irakienne, Fayard, 2002 (ISBN 2-213-61346-X).
- Laïcités autoritaires en terres d'islam, Paris, Fayard, 2008, 284 p. (ISBN 978-2-213-63506-4).
- Comment est né l'Irak moderne, Paris, CNRS Éditions, 2009, 566 p. (ISBN 978-2-271-06719-7).
- Histoire politique du clergé chiite : XVIIIe – XXIe siècle, Paris, Fayard, 2014, 324 p. (ISBN 978-2-213-68070-5).
- Le Piège Daech : L'État islamique ou le retour de l'histoire, Paris, La Découverte, 2015, 186 p. (ISBN 978-2-7071-8597-6).
- Chiites-sunnites : la grande discorde en 100 questions, Paris, Éditions Tallandier, 2017, 382 p. (ISBN 979-10-210-2311-6).
- Les racines du chaos. Irak, Syrie, Liban, Yemen, Libye, Paris, Editions Tallandier 2022, 238 p.